# Robertus mazaurici
Robertus mazaurici är en spindelart som först beskrevs av Simon 1901.  Robertus mazaurici ingår i släktet fuktspindlar, och familjen klotspindlar.
Artens utbredningsområde är Frankrike. Inga underarter finns listade.